# 켈리아 느무르
켈리아 느무르(아랍어: كيليا نمور,‎ 프랑스어: Kaylia Nemour, 2006년 12월 30일~)는 프랑스와 알제리의 체조 선수로 주 종목은 이단평행봉이다. 프랑스 청소년 국가대표로 활동한 후 2022년에 부모의 국적인 알제리 국적을 취득했다. 2024년 하계 올림픽에 알제리 국가대표로 참가하여 이단평행봉 종목에서 금메달을 획득했다. 그녀는 올림픽 메달을 획득한 최초의 아프리카 체조 선수이며 2023년 세계 선수권 대회에서 이단평행봉 은메달을 획득하여 세계 선수권 대회에서 메달을 획득한 최초의 아프리카 체조 선수가 되었다.